# 474

## Esdeveniments
- Ravenna: Per indicació de Flavi Valeri Lleó, Juli Nepot és proclamat emperador romà d'Occident, en oposició a Gliceri, a qui no reconeix.
- 24 de juny, Roma: Juli Nepot arriba a la ciutat i deposa Gliceri.
- 18 de gener, Constantinoble: Lleó II, amb 7 anys, succeeix el seu avi Flavi Valeri Lleó com a emperador romà oriental.
- 17 de novembre, Constantinoble: Després de només 10 mesos de regnat, Lleó II, emperador romà oriental, mor i és succeït pel seu pare Zenó, que ja venia ostentant la regència.

## Naixements
- Tral·les, Lídia: Antemi de Tral·les, arquitecte i matemàtic grec. (m. 532)

## Necrològiques
- 18 de gener, Constantinoble: Flavi Valeri Lleó, emperador romà oriental, de disenteria.
- 17 de novembre, Constantinoble: Lleó II, emperador romà oriental, presumptament de mort natural.